# Бережки (Новосибірська область)
Бережки (рос. Бережки) — селище у Здвінському районі Новосибірської області Російської Федерації.
Входить до складу муніципального утворення Верх-Каргатська сільрада. Населення становить 107 осіб (2010).

## Історія
Згідно із законом від 2 червня 2004 року органом місцевого самоврядування є Верх-Каргатська сільрада.

## Населення
| 2002 | 2007 | 2010 |
| ---- | ---- | ---- |
| 147  | ↘140 | ↘107 |